# Minuartia charadzeae
Minuartia charadzeae är en nejlikväxtart som beskrevs av Lazkov. Minuartia charadzeae ingår i släktet nörlar, och familjen nejlikväxter. Inga underarter finns listade i Catalogue of Life.